# ساحل الحبوب

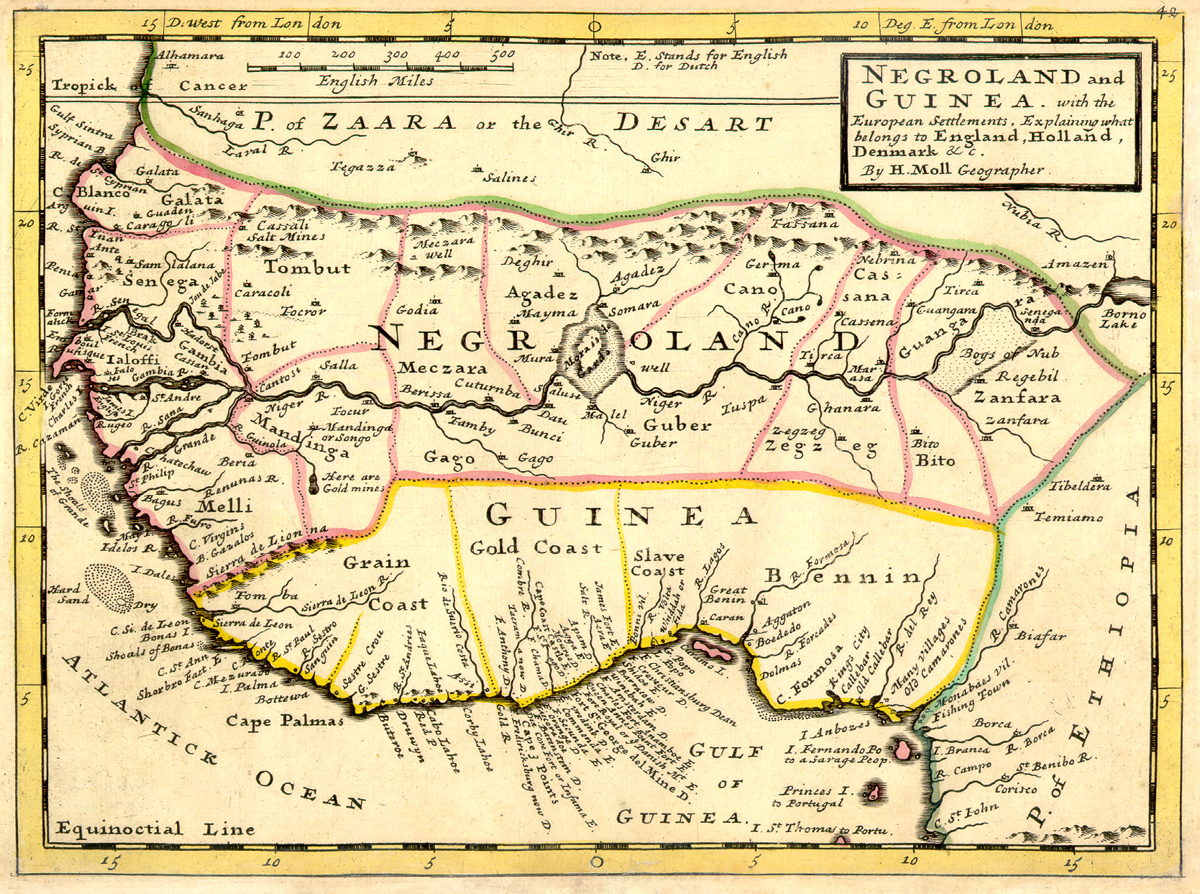
خريطة رسمها هيرمان مول، لندن، 1729، تُظهر ساحل الحبوب

ساحل الفلفل، المعروف أيضًا باسم ساحل الحبوب، هو الاسم الذي أطلقه التجار الأوروبيون على منطقة ساحلية في غرب إفريقيا، بين جزر السلاحف قرب مونروفيا ورأس النخيل.
وهي تضم جمهورية ليبيريا الحالية أما بالنسبة للأسماء الأخرى للسواحل الأفريقية مثل ساحل العاج وساحل الذهب وساحل العبيد فقد تم إعطاء هذا الاسم وفقٌا للموارد التي قدمها للقوى الأستعمارية الأوروبية ويأخذ اسمه من هال ذكر ويسمى ايضَا بذرة الجنة.